# Álfsfell
Álfsfell är ett berg i republiken Island. Det ligger i regionen Västfjordarna, 250 km norr om huvudstaden Reykjavík. Toppen på Álfsfell är 584 meter över havet.
Trakten runt Álfsfell är nära nog obefolkad, med mindre än två invånare per kvadratkilometer. Det finns inga samhällen i närheten. Trakten runt Álfsfell består i huvudsak av gräsmarker.